# Il-86 (航空機)
Ил-86 Il-86
アエロフロート・ソビエト航空のIl-86（1981年）
- 用途：旅客機
- 分類：ワイドボディ
- 設計者：イリューシン
- 製造者：
- 運用者：なし
- 初飛行：1976年
- 生産数：106機
- 生産開始：1979年
- 運用開始：1980年（アエロフロート・ソビエト航空）
- 運用状況：退役

Il-86（イリューシン86；ロシア語:Ил-86イール・ヴォースィェミヂスャト・シェースチ）は、ソ連のイリューシン設計局の開発したワイドボディ旅客機である。

## 概要
西側諸国では1960年代後半からボーイング747やエアバスA300などの、高バイパスエンジンを使用したワイドボディ機の計画が次々と発表され、1970年にはボーイング747が就航したことを受けて、以後次世代の航空輸送は近距離間の大量輸送が主流になると見込んだソ連指導部は各設計局にこれに見合う機体を設計させた。
1971年からゲンリフ・ノヴォジロフ率いる設計陣によって開発が始まり、「ソ連版エアバス」として1980年に開催が決定していたモスクワオリンピックに間に合うように製作された。製作にあたって当時最新の材料、また宇宙先端技術を用いた。またソ連製の旅客機として初めてエンジンをパイロンで主翼から下げる方式を採用した。
1976年12月22日に初飛行したものの実用化に手間取り、モスクワオリンピックには間に合わず1980年12月からモスクワ - アルマアタ線で運用が開始された。
ソ連製旅客機としては初めて西側諸国の航空会社への拡販を狙い、日本の「航空ジャーナル」やアメリカの航空雑誌への広告の出稿などを行ったものの、既に西側諸国ではマクドネル・ダグラス DC-10やエアバスA300などのワイドボディ機が次々と就航していたことや、4発エンジンで燃費が悪く、航続距離が短かったことなどにより西側諸国の航空会社への販売は成功しなかった。

## 機体
緊急時に軍事目的で使用されることを優先して設計された、従来のソ連旅客機とは異なる設計思想を持っている。近距離間の大量輸送が目的のため、STOL性は重視されず、2500m以上の舗装滑走路の使用を前提とした設計になっている。
ただし脆弱な飛行場の設備のために余裕を持った降着装置を採用した。Il-86の特徴の一つに機体中央のメインギアの存在が挙げられる。これによって滑走路にかかる負荷の軽減を図った。

### 機内

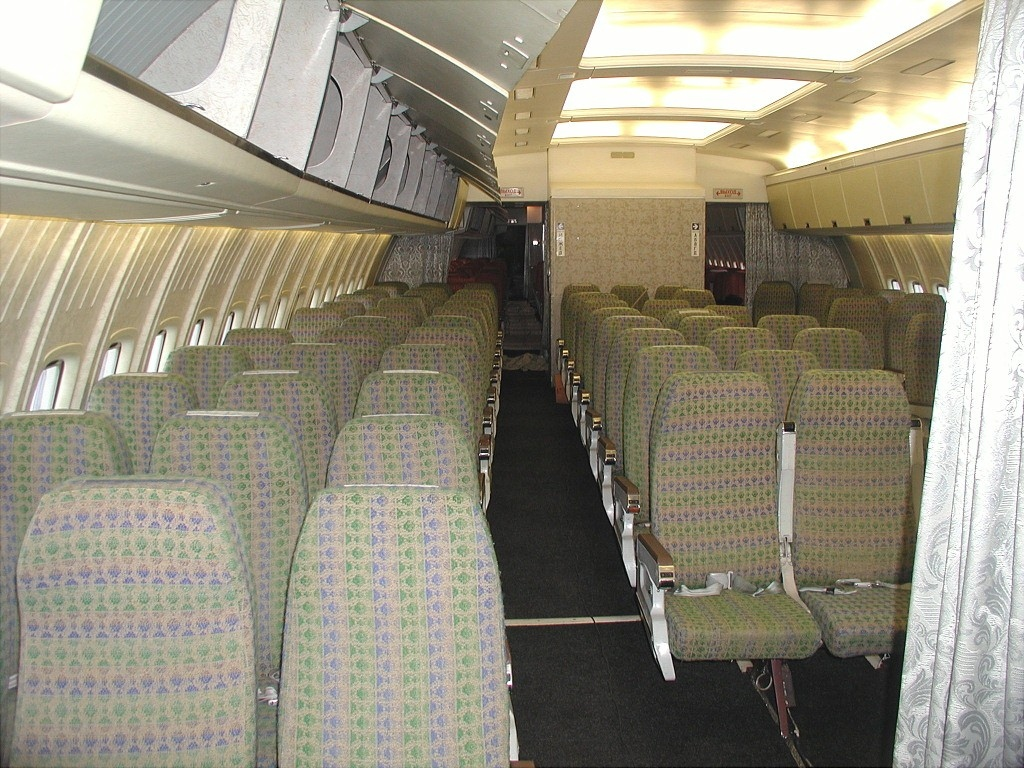
エコノミークラス客室内

他のワイドボディー機と同様オーバーヘッドストウェッジを持ち、機内は2列の通路を持ちエコノミークラスの客席は機体後部など一部を除いて3-3-3の横9列配置となっている。当時の他のソ連航空機と比べて快適な座席を装着していると評された。本格的な映画上映サービスを行える設備も整い接客サービスの向上に貢献した。なお1980年代前半に引き渡された西側ワイドボディ機同様に、個人用テレビなどは装着されなかった。
本機を特徴付けるものが乗客の乗降方法で、メインデッキの扉ではなく、下部デッキ左側（ポートサイド）3カ所にある乗降口（エアステア装備）から乗り、横の荷物置場に荷物を置いて階段で客室に上がるという形をとっている。ボーディングブリッジが整備されていない地方空港での運用を考慮したものである。
またロッキード トライスターなどと同様にメインギャレーは主翼前方の階下に設置され、キャビンギャレーとは梯子と2基のエレベーターで結ばれていた。

### エンジン

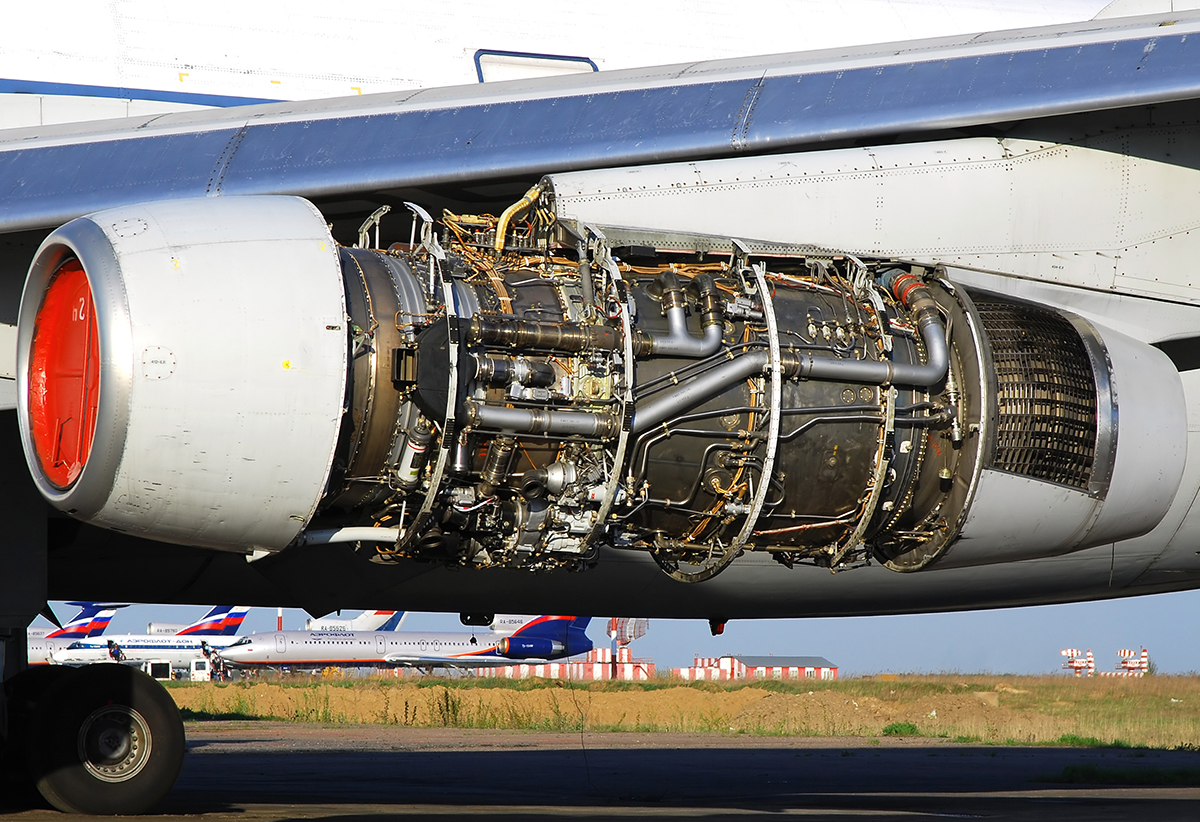
クズネツォフ NK-86

本来Il-86にはソロヴィヨーフ D-30を搭載する予定であったが、Il-86向けの派生型エンジンが完成しなかったがために、完成していたエンジンNK-8を基にしたクズネツォフ NK-86が搭載された。ソ連には当時高バイパス比のターボファンエンジンがなかったため燃料消費効率が悪く、同時期の欧米のボーイング747やDC-10、さらに2発エンジンのA300に比べても航続距離が短くなってしまった。
なお、当時のアエロフロートの運用方法や国内で生産される潤沢な石油によってその問題は特に議論されなかった。エンジンの換装(CFM56-5C2やV2500など)も検討されていたが、資金調達難で実行に移されることはなかった。さらに西側の2000年代の騒音規制に引っ掛かり、早めの引退の原因となった。

## 公式記録
他のソ連機同様、多くのFAI公式記録を保持し、それらの記録の多くが未だ破られていない。
1981年の記録では2000Km周回路の飛行で7の記録を、1000Km周回路の飛行で11の記録を打ち立てた。これらの記録のうち、Tu-144に破られた他の12の記録は2010年現在に於いても破られていない。

## 派生型
旅客機としてではなく、空中司令所として軍用型も開発されIl-80として、製造されたIl-86のうちの最後の4機がこの仕様となった。

## 生産と運用

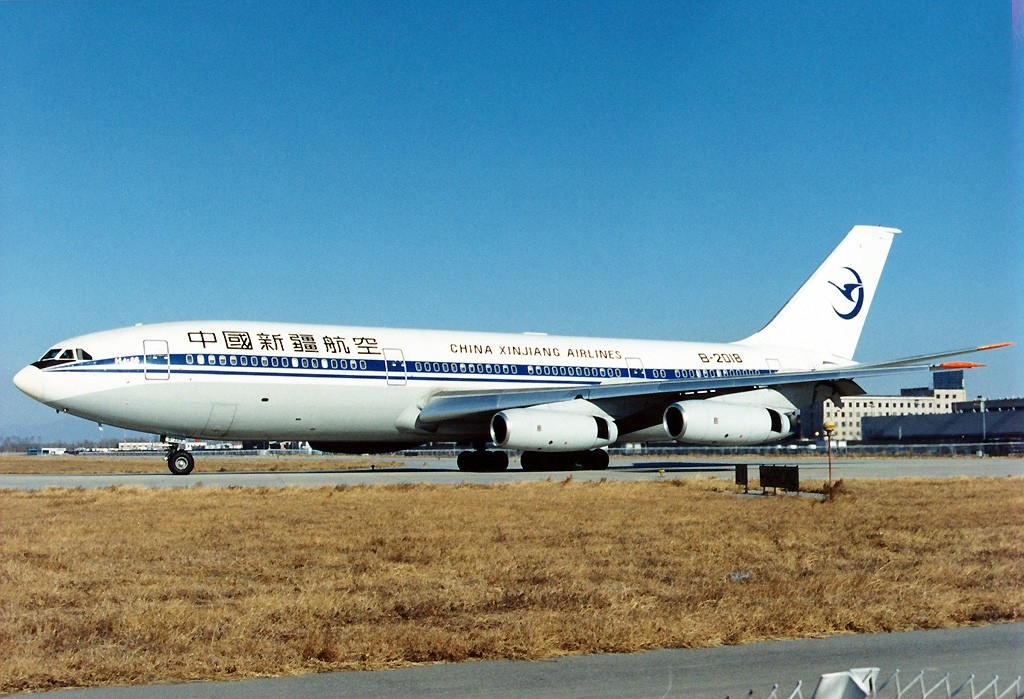
中国新疆航空のIl-86

1995年までに軍用機も含め106機がつくられた。試作機は設計局の試作機工房で、量産機はTu-144を生産したヴォロネジ航空機製造合同（VASO）で生産された。尾翼の一部などはポーランドのPZLにて生産された。ソ連における国際分業の一つといえる。
アエロフロートはモスクワ、レニングラード、タシュケントなどの航空会社にIl-86を配置し、モスクワ - レニングラード線、ベルリン線など多くの高需要近距離路線に導入。経由地で燃料補給をする運用ではアメリカ線などにも導入された。
西側諸国への拡販も狙ったもののソ連以外での販売はワルシャワ条約機構加盟国、特に生産の一部を担当したポーランドでも苦戦し、後にリース機が中華人民共和国の中国新疆航空で使われた程度にとどまる。
非常に安定した操縦特性を持っており、生産数は少ないながらも深刻な事故は2006年の1件のみである。この操縦特性は後継機のIl-96にも受け継がれていると言う。
なお低バイパス比のクズネツォフ NK-86は西側の2000年代の騒音規制に引っ掛かり、2006年にはアエロフロートから全機引退になるなど早めの引退の原因となった。

## 要目
- 全長：59.54 m
- 翼巾： 48.06 m
- 全高： 15.81 m

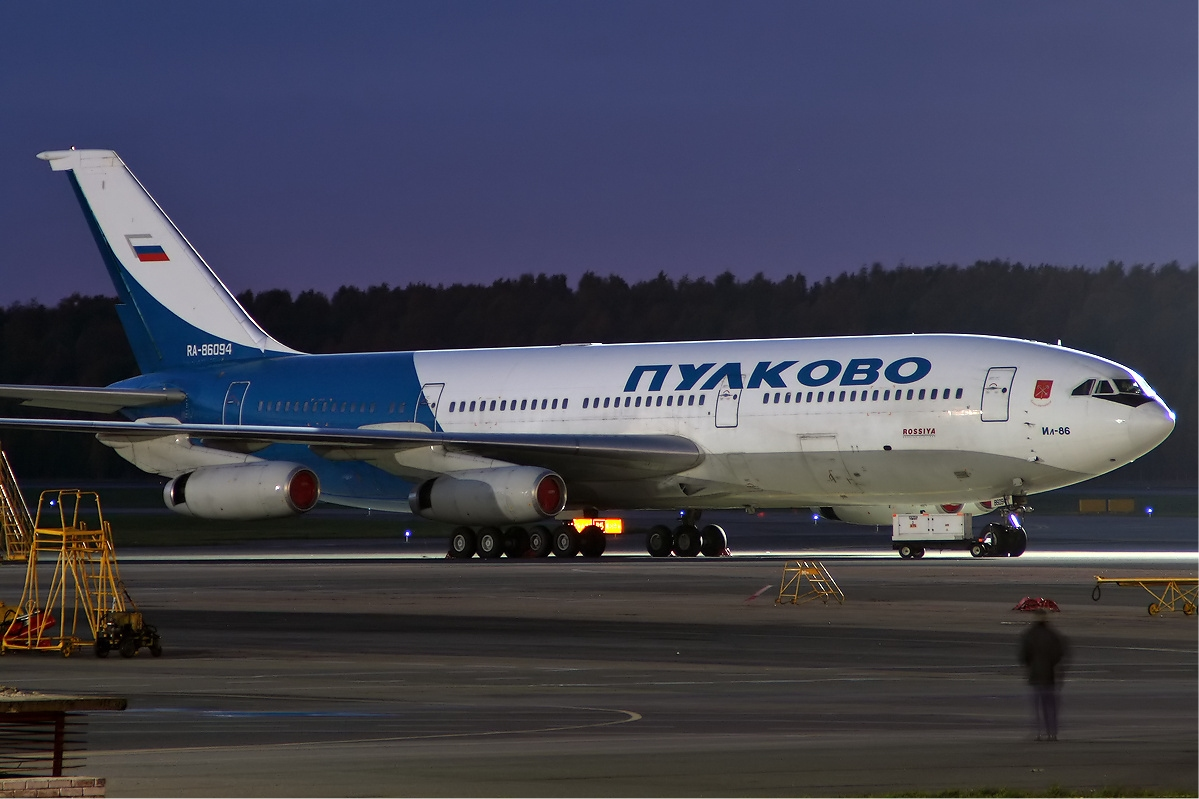
プルコヴォ航空のIl-86、サンクトペテルブルク・プルコヴォ空港特徴的な下部デッキにある乗降口がわかる。

- エンジン:クズネツォーフ設計局製NK-86 ターボファンエンジン×4
- 推力：13,000 kg
- 乗員： 3
- 座席数： 234-350
- 最大離陸重量： 206,000 kg
- 巡航速度： 900 km/h
- 最大高度： 11,000 m
- 航続距離： 5,000 km （全負荷で3,500 km）